# Moncé-en-Belin
Moncé-en-Belin és un municipi francès situat al departament del Sarthe i a la regió de País del Loira. L'any 2007 tenia 3.245 habitants.

## Demografia

### Població
El 2007 la població de fet de Moncé-en-Belin era de 3.245 persones. Hi havia 1.193 famílies de les quals 214 eren unipersonals (81 homes vivint sols i 133 dones vivint soles), 390 parelles sense fills, 505 parelles amb fills i 84 famílies monoparentals amb fills.
La població ha evolucionat segons el següent gràfic:
Habitants censats

### Habitatges
El 2007 hi havia 1.251 habitatges, 1.204 eren l'habitatge principal de la família, 24 eren segones residències i 23 estaven desocupats. 1.205 eren cases i 24 eren apartaments. Dels 1.204 habitatges principals, 944 estaven ocupats pels seus propietaris, 251 estaven llogats i ocupats pels llogaters i 10 estaven cedits a títol gratuït; 13 tenien una cambra, 60 en tenien dues, 167 en tenien tres, 320 en tenien quatre i 645 en tenien cinc o més. 988 habitatges disposaven pel capbaix d'una plaça de pàrquing. A 441 habitatges hi havia un automòbil i a 700 n'hi havia dos o més.

### Piràmide de població
La piràmide de població per edats i sexe el 2009 era:
| Homes | Edats   | Dones |
| ----- | ------- | ----- |
| 0     | 95 o +  | 0     |
| 0     | 90 a 94 | 0     |
| 8     | 85 a 89 | 12    |
| 8     | 80 a 84 | 24    |
| 20    | 75 a 79 | 32    |
| 32    | 70 a 74 | 40    |
| 60    | 65 a 69 | 52    |
| 72    | 60 a 64 | 40    |
| 36    | 55 a 59 | 76    |
| 100   | 50 a 54 | 64    |
| 128   | 45 a 49 | 128   |
| 88    | 40 a 44 | 96    |
| 76    | 35 a 39 | 116   |
| 116   | 30 a 34 | 100   |
| 60    | 25 a 29 | 76    |
| 48    | 20 a 24 | 36    |
| 80    | 15 a 19 | 116   |
| 72    | 10 a 14 | 76    |
| 100   | 5 a 9   | 120   |
| 60    | 0 a 4   | 92    |

## Economia
El 2007 la població en edat de treballar era de 2.133 persones, 1.609 eren actives i 524 eren inactives. De les 1.609 persones actives 1.488 estaven ocupades (783 homes i 705 dones) i 120 estaven aturades (47 homes i 73 dones). De les 524 persones inactives 210 estaven jubilades, 173 estaven estudiant i 141 estaven classificades com a «altres inactius».

### Ingressos
El 2009 a Moncé-en-Belin hi havia 1.244 unitats fiscals que integraven 3.368 persones, la mediana anual d'ingressos fiscals per persona era de 19.269 €.

### Activitats econòmiques
Dels 115 establiments que hi havia el 2007, 3 eren d'empreses alimentàries, 2 d'empreses de fabricació de material elèctric, 7 d'empreses de fabricació d'altres productes industrials, 21 d'empreses de construcció, 35 d'empreses de comerç i reparació d'automòbils, 5 d'empreses de transport, 9 d'empreses d'hostatgeria i restauració, 1 d'una empresa d'informació i comunicació, 4 d'empreses financeres, 5 d'empreses immobiliàries, 9 d'empreses de serveis, 7 d'entitats de l'administració pública i 7 d'empreses classificades com a «altres activitats de serveis».
Dels 33 establiments de servei als particulars que hi havia el 2009, 1 era una gendarmeria, 1 una oficina bancària, 1 funerària, 2 tallers de reparació d'automòbils i de material agrícola, 1 autoescola, 2 paletes, 3 guixaires pintors, 5 fusteries, 7 lampisteries, 1 electricista, 1 empresa de construcció, 3 perruqueries, 2 restaurants, 2 agències immobiliàries i 1 saló de bellesa.
Dels 13 establiments comercials que hi havia el 2009, 1 era un hipermercat, 1 un supermercat, 1 una botiga de menys de 120 m², 2 fleques, 1 una carnisseria, 1 una llibreria, 1 una botiga de mobles, 2 botigues de material esportiu i 3 floristeries.
L'any 2000 a Moncé-en-Belin hi havia 20 explotacions agrícoles que ocupaven un total de 248 hectàrees.

## Equipaments sanitaris i escolars
L'únic equipament sanitari que hi havia el 2009 era una farmàcia.
El 2009 hi havia 1 escola maternal i 1 escola elemental.

## Poblacions més properes
El següent diagrama mostra les poblacions més properes.